# Виктория Шуаб
Вижте пояснителната страница за други личности с името Виктория.
Виктория Елизабет Шуаб (на английски: Victoria Schwab) е американска писателка, авторка на произведения в жанровете фентъзи и съвременен юношески роман. Пише и под псевдонима В. Е. Шуаб (на английски: V. E. Schwab).

## Биография и творчество
Родена е на 7 юли 1987 г. в САЩ, в семейството на британска майка и баща от Бевърли Хилс, Калифорния.
Първият ѝ роман „The Near Witch“ (Близката вещица) е публикуван през 2011 г.
През 2013 г. е издаден фентъзи романът ѝ „Vicious“, в който темата е за противоборството на двама бивши съколежани, които владеят суперспособности. Романът е определен от Американската библиотечна асоциация за една от най-добрите фентъзи книги на годината и е приета за екранизиране.
През 2015 г. е издаден романът ѝ „Четирите цвята на магията“ от едноименната фентъзи поредица. Лондон е разделен на четири магически части – Червения, Белия, Черния и Сивия, като първият е процъфтяващ, другият гладуващ и враждебен, в третия магията е унищожила живота, а в четвъртия магията е забравена. Главният герой Кел е магьосник антар – посланик на кралете и едновременно дребен контрабандист. За една от сделките си получава опасен магически артефакт и трябва да бяга, срещайки по пътя си джебчийката от Сивия Лондон Делайла Бард, копнееща за приключения. Двамата ще трябва да се преборят с неизвестния враг.
Виктория Шуаб живее в Нашвил.

## Произведения

### Като Виктория Шуаб

#### Самостоятелни творби
- Spirit Animals: Fall of the Beasts - Broken Ground (2015)
- Because You Love to Hate Me: 13 Tales of Villainy (2017) (принос)
- (Don't) Call Me Crazy (2018) (принос)

#### ПоредицаThe Dark Vault
- The Archived (2013)
- The Unbound (2014)
- "Leave the Window Open" (2015) (разказ)
- The Returned (TBD)

#### ПоредицаEveryday Angel
- New Beginnings (2014)
- Second Chances (2014)
- Last Wishes (2014)

#### ПоредицаMonsters of Verity
- This Savage Song (2016)
- Our Dark Duet (2017)

#### ПоредицаCassidy Blake
- City of Ghosts (2018)
- Tunnel of Bones (2019)
- Bridge of Souls (2021)

### Като В. Е. Шуаб

#### Самостоятелни романи
- First Kill, разказ в сборника Vampires Never Get Old: Tales With Fresh Bite (2020)
- The Invisible Life of Addie LaRue (2020)
Невидимият живот на Ади Лару, изд.: Емас, София (2021), прев. Елена Павлова
- Gallant (2022)
- Bury Our Bones in the Midnight Soil (2025)

#### Поредица „Архивирани“ (Archived)
1. The Archived (2013)
2. The Unbound (2014)

#### Поредица „Злодеи“ (Villains)
- Warm Up (2013)

1. Vicious (2013)
Злодей, изд.: Емас, София (2021), прев. Елена Павлова
2. Vengeful (2018)
Отмъстител, изд.: Емас, София (2022), прев. Елена Павлова

#### Поредица „Всекидневен ангел“ (Everyday Angel)
1. New Beginnings (2014)
2. Second Chances (2014)
3. Last Wishes (2014)

#### Поредица „Цветовете на магията“ (Shades of Magic)
1. A Darker Shade of Magic (2015)
Четирите цвята на магията, изд.: Емас, София (2017), прев. Елена Павлова
2. A Gathering of Shadows (2016)
Сборище на сенки, изд.: Емас, София (2018), прев. Елена Павлова
3. A Conjuring of Light (2017)
Заклинание за светлина, изд.: Емас, София (2018), прев. Елена Павлова

#### ПоредицаThreads of Power
- The Fragile Threads of Power (2023)

#### Поредица „Чудовищата от Искреност“ (Monsters of Verity)
1. This Savage Song (2016)
Тази свирепа песен, изд. Емас, София (2019), прев. Елена Павлова
2. Our Dark Duet (2017)
Нашият мрачен дует, изд. Емас, София (2020), прев. Елена Павлова

#### Поредица „Касиди Блейк“ (Cassidy Blake)
1. City of Ghosts (2018)
2. Tunnel of Bones (2019)

#### ПоредицаThe Near Witch
- The Ash-Born Boy (2012) (повест)
- The Near Witch (2011) (публикувано повторно през 2019 г. като V. E. Schwab)

#### Участие в общи серии с други писатели

##### Поредица „Духове на животни: Падането на зверовете“ (Spirit Animals: Fall of the Beasts)
2. Broken Ground (2015)
в серията има още 7 романа от различни автори